# Thomas van der Bijl
Antonie (Thomas) van der Bijl (Amsterdam, 7 april 1956 - aldaar, 20 april 2006) was een Nederlander uit het criminele milieu die slachtoffer werd van een liquidatie.

## Biografie
Van der Bijl groeide op in Amsterdam. Na zijn middelbare school ging hij werken als timmerman. Daar leerde hij Cor van Hout kennen met wie hij bevriend raakte.

## Liquidatie
Op 20 april 2006 werd hij doodgeschoten in café De Hallen in Amsterdam-West, dat eigendom was van hem en zijn echtgenote. Op 28 maart 2006 was hij nog door de politie gearresteerd in zijn woning in Zwanenburg wegens een onderzoek naar drugs maar vlak daarna weer vrijgelaten. Het Openbaar Ministerie wilde Van der Bijl daarna horen als getuige in de afpersingszaak van Kees Houtman die op 2 november 2005 was vermoord. Ook zou Van der Bijl een belangrijke getuige zijn geweest in de strafzaak tegen Willem Holleeder. Van der Bijl had uit angst geweigerd een verklaring tegenover justitie af te leggen.
Op 21 februari 2007 werd bekend dat een van de zes verdachten van de moord op Van der Bijl op 26 januari 2007 bekend had. Het was de 26-jarige Dwight S. uit Zoetermeer. Op 16 november 2009 kreeg S. in hoger beroep een gevangenisstraf van 13 jaar. Mededader Remy H. kreeg 14 jaar celstraf opgelegd. In eerste aanleg hadden twee andere mannen in deze zaak al lagere straffen gekregen: één man kreeg een celstraf van vier jaar en tien maanden wegens medeplichtigheid en voorbereiding van moord en de andere man moest een celstraf van 474 dagen uitzitten wegens voorbereiding van moord. In het liquidatieproces passage is in 2013 Jesse Remmers veroordeeld tot levenslang voor onder meer de liquidatie op van der Bijl. In 2017 werd Dino Soerel in hoger beroep veroordeeld wegens het medeplegen van het opzettelijk uitlokken van de liquidatie op onder andere van der Bijl.